# Melixanthus
Melixanthus is een geslacht van kevers uit de familie bladkevers (Chrysomelidae).
De wetenschappelijke naam van het geslacht werd in 1854 gepubliceerd door Suffrian.

## Soorten
- Melixanthus columnarius Tan, 1991
- Melixanthus inaequalis Tan, 1988
- Melixanthus javanus Medvedev & Bezdek, 2001
- Melixanthus jordanicus Lopatin, 1979
- Melixanthus kashmirensis Lopatin, 1995
- Melixanthus kuluensis Lopatin, 1979
- Melixanthus longiscapus Tan, 1991
- Melixanthus miyatakei Kimoto & Gressitt, 1981
- Melixanthus notabilis Lopatin, 1997
- Melixanthus nuristanicus Lopatin, 1981
- Melixanthus puncticollis Lopatin, 2005
- Melixanthus yajiangensis Tang, 1992